# Устав Јерменије
Устав Јерменије је усвојен на националном јерменском референдуму 5. јула 1995. године. Овај устав је утврдио Јерменију као демократску, суверену, социјалну и уставну државу. Јереван је дефинисан као главни град државе. Власт имају њени грађани, који је врше директно путем избора представника власти. Одлуке у вези са променама уставног статуса или изменом граница подлежу гласању грађана Јерменије на референдуму . Устав из 1995. има 117 чланова. Дана 27. новембра 2005. године одржан је државни референдум о уставу и усвојен је измењен устав. Устав је поново измењен на националном референдуму 6. децембра 2015. који је променио политичку структуру из полупредседничког система у парламентарну републику.
Према Уставу из новембра 2005. године, председник Републике именује председника Владе на основу расподеле места у Народној скупштини и консултација са посланичким групама. Председник именује (или разрешава) и чланове Владе на предлог председника Владе.

## Рана уставна историја и израда устава из 1995. године
Непосредно након независности, устав из 1978, копија ранијег документа Совјетског Савеза из 1977. је остао на снази осим у случајевима када га је заменио посебан закон. Крајем 1992. председник и парламентарни делегати АПМ представили су нацрт устава. Они су изнели ревидирану верзију у марту 1993. Затим, након скоро годину дана рада, блок шест опозиционих партија на челу са Јерменском револуционарном федерацијом (АРФ) је у јануару 1994. представио алтернативни устав којим би се проширила власт парламента, ограничила власт председника, проширила овлашћења локалне власти, дозволити Јерменима свуда да учествују у управљању републиком и траже међународно признање геноцида из 1915. Како је 1994. почела, посматрачи су очекивали дугу борбу пре него што парламент усвоји коначну верзију.

## Структура устава
Устав Јерменије састоји се од преамбуле и 9 поглавља. У Преамбули се излажу општа начела и циљеви устава (јерменски народ, заснован на основним принципима и националним циљевима јерменске државности садржаним у Декларацији о независности Јерменије, спроводи свету тежњу обнове своје суверене државе, посвећен јачању отаџбине, просперитету, грађанској солидарности, афирмацији привржености универзалним вредностима, доноси Устав Републике Јерменије). Преамбула је значајна и са правне тачке гледишта по томе што се позива на Декларацију о независности Јерменије, усвојену 23. августа 1990. године, чиме се принципи и циљеви јерменске државности подижу на уставно-правни ниво.

### Председник Републике
Председник Јерменије (јерм. Հայաստանի Նախագահ, Hayastani Nakhagah) је шеф државе и гарант независности и територијалног интегритета Јерменије којег бира Национална скупштина Јерменије на један седмогодишњи мандат. У оквиру парламентарног система Јерменије, председник је једноставно фигура и обавља церемонијалне дужности, а већина политичке моћи припада парламенту и премијеру.

### Премијер
Премијер Јерменије је шеф владе и највиши министар у јерменској влади, а уставом се захтева да „одређује главне правце политике Владе, управља активностима Владе и координира рад чланова Владе“. Такође, према уставу, премијер је на челу Савета безбедности, који прописује главне правце одбрамбене политике земље; према томе, премијер је заправо врховни командант оружаних снага Јерменије.
Према уставу из 2015. године, премијер је најмоћнија и најутицајнија личност у јерменској политици. Премијера именује председник Јерменије на основу гласања Народне скупштине. Премијер може бити смењен гласањем о неповерењу у Парламенту. На уставном референдуму одржаном 2015. године грађани су гласали за претварање Јерменије у парламентарну републику.

### Народна скупштина
Народна скупштина Јерменије (Hayastani Hanrapetyut'yan Azgayin zhoghov или једноставно Ազգային ժողով, ԱԺ Azgayin Zhoghov, AZh), који се такође неформално назива Парламентом Јерменије (խորար огранак владе Јерменије, խորար Јерменија.

### Влада
Влада Јерменије (јерм. Հայաստանի Հանրապետության Կառավարություն) је извршна власт у Јерменији. То је извршни савет министара владе на челу са премијером Јерменије.

### Судска власт
Према доктрини поделе власти, судство врши судску власт одвојено од законодавне власти парламента и извршне власти премијера. Уставом је дефинисана хијерархијском структуром на чијем челу је ВСС.
На основу члана 7. Устава Републике Јерменије, правосуђе у Јерменији врше само судови кроз тростепени правосудни систем, а гарант његове неограничене примене је Врховни судски савет.

### Мањине
Устав предвиђа четири места у парламенту за етничке мањине, по једно за Русе, Језиде, Асирце и Курде.